# إعادة إنبات

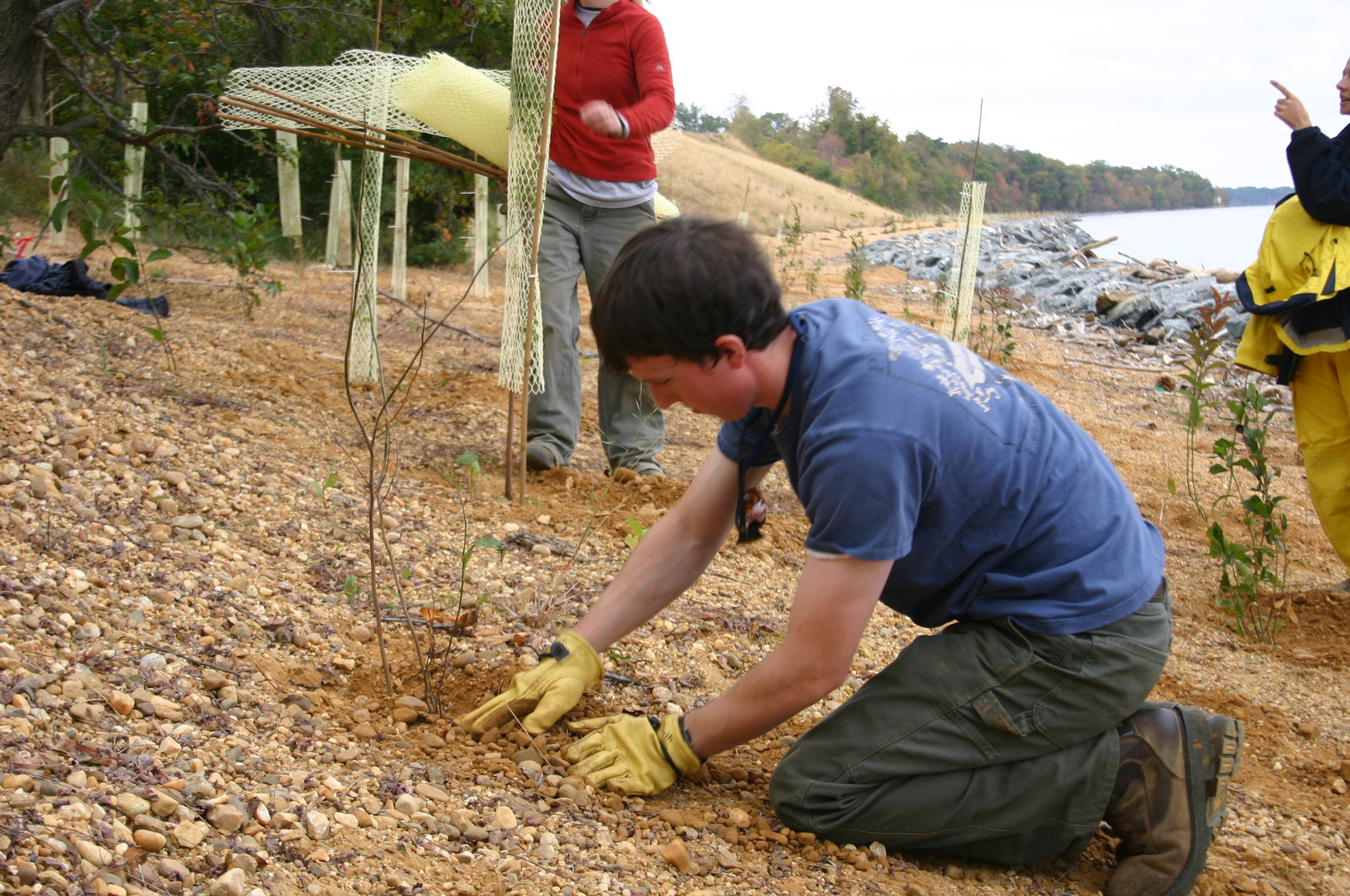
إعادة إنبات على ضفاف نهر بوتوماك بالولايات المتحدة الأمريكية

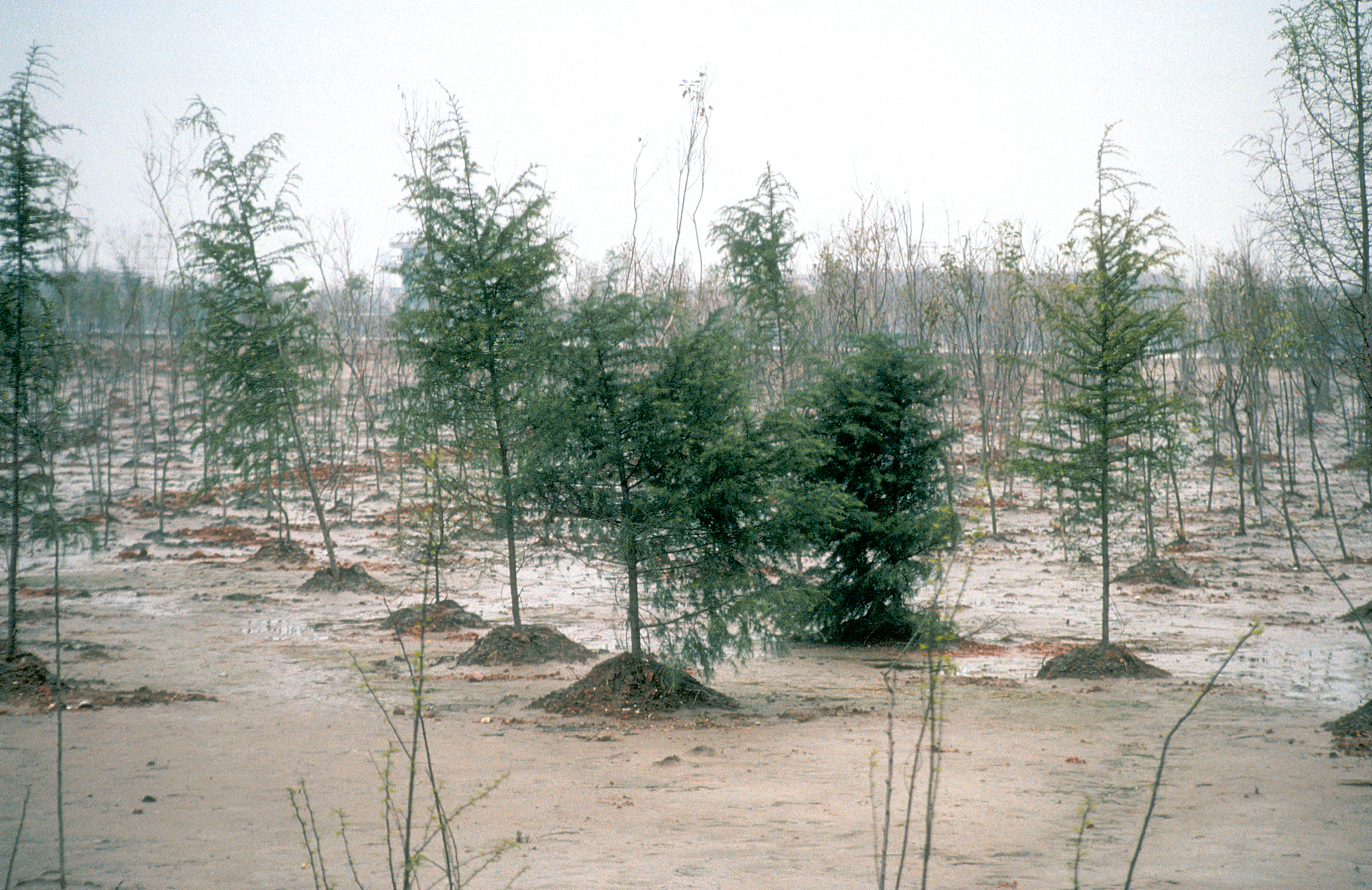
إعادة الغطاء النباتي للموقع المتدهور شمال الصين 1991

إعادة الإنبات أو إعادة الغطاء النباتي هي عملية إعادة زراعة تربة الأراضي المتدهورة وإعادة بنائها. وبعبارة أخرى، هي إنشاء غطاء نباتي يحل محل الغطاء النباتي الأصلي الذي فقد نتيجة لاضطراب بالموقع. قد تكون هذه العملية الطبيعية التي تكون من خلال التعاقب البيئي للنباتات المستعمرة، من صنع مشاريع إعادة الطبيعة البرية، ووتهدف إلى تسارع عملية إصلاح الأضرار وإعادتها إلى المشهد الحضري حيث تكون أسباب الأضرار إما بسبب حرائق الغابات، التعدين، الفيضانات، أو لأي سبب آخر. تعتبر شبكة الجذور الليفية للأعشاب مفيدة للتحكم في التآكل على المدى القصير، وخاصة على الأرض المتدهورة. يتطلب إنشاء مجتمعات نباتية طويلة الأجل التفكير في الأنواع المناسبة للمناخ، وحجم المخزون المطلوب، وتأثير النباتات المعاد زراعتها على الحيوانات المحلية. تتنوع الدوافع وراء إعادة الغطاء النباتي ، وتفي بالاحتياجات الفنية والجمالية على حد سواء، ولكن عادة ما يكون منع التآكل هو السبب الأساسي. يساعد إعادة الغطاء النباتي على منع تآكل التربة، ويعزز قدرة التربة على امتصاص المزيد من الماء في حالات الأمطار الكبيرة، ويقلل بالتزامن مع التعكر بشكل كبير في المسطحات المائية المجاورة. يساعد إعادة الغطاء النباتي أيضًا على حماية الدرجات الهندسية وأعمال الحفر الأخرى.

## الحفظ
غالبًا ما تستخدم عملية إعادة الغطاء النباتي لضم بقع من الموائل الطبيعية التي تم فقدها ويمكن أن تكون أداة مهمة جدًا في الأماكن التي تم فيها إزالة الكثير من النباتات الطبيعية. لذلك من المهم بشكل خاص في البيئات الحضرية حيث أظهرت الأبحاث في بريسبان أن مشاريع إعادة الغطاء النباتي يمكن أن تحسن بشكل كبير من أعداد الطيور في المناطق الحضرية أظهرت دراسة بريسبان أن ربط رقعة إعادة الغطاء النباتي مع الموائل الحالية يحسن ثراء أنواع الطيور.ولذلك، تحتاج خطط إعادة الغطاء النباتي إلى النظر في كيفية ارتباط المواقع التي أعيد خضوعها برقع الموائل الموجودة. يمكن أن تدعم إعادة الغطاء النباتي في المناطق الزراعية تكاثر الطيور، ولكنها غالبًا ما تدعم الأنواع الأكثر شيوعًا، بدلاً من الأنواع التي تتناقص.

## الترتيب المكاني
يؤثر الترتيب المكاني لأنواع النباتات المختارة على نظام الغطاء النباتي ونظام الموائل الأكبر. يحدد التخطيط المكاني التفاعلات بين الأنواع النباتية. يمكن أن تكون هذه التفاعلات تيسيرية أو التنافسية. يمكن لزراعة أنواع معينة معًا حماية أحدهما أو كليهما من التقلبات في درجات الحرارة الشديدة، والجفاف في الشمس، والرياح القاسية، والحيوانات المفترسة، بالإضافة إلى تحسين تكوين التربة. يمكن أن تحدث المنافسة داخل أو بين الأنواع، حيث يموت الأفراد الأضعف بشكل عام، مما يؤدي إلى زيادة التباعد بين النباتات. يؤثر الترتيب المكاني لأنواع إعادة الغطاء النباتي أيضًا على التلقيح وانتشار البذور. بالنسبة للأنواع التي تكون بذورها مبعثرة بالرياح ومشتتة للحيوانات، فإن التنوع النباتي في مدى انتشار البذور مهم لللياقة الجينية. ومع ذلك، فإن الكثير من المنافسة داخل نطاق تشتت البذور يمكن أن يؤدي إلى قمع التكاثر، لذلك من المهم تحقيق التوازن.
على مستوى النظام الإيكولوجي، يؤثر التخطيط المكاني لأنواع إعادة الغطاء النباتي على الأنواع الحيوانية. من المرجح أن يتم استخدام تركيبة أنواع نباتية أكثر تنوعًا من قبل مجموعة أوسع من الأنواع الحيوانية. وتعني النباتات الصالحة للأكل عالية الكثافة أن الحيوانات لا تضطر إلى البحث عن الطعام حتى الآن، وقد يؤدي وجود أنواع نباتية في وجود أنواع مستساغة إلى زيادة تفاعلها مع الحيوانات. يتم أيضًا تغيير الجوانب غير الحيوية للنظام البيئي. إعادة الغطاء النباتي الأعلى كثافة يمكن أن يقلل من التآكل، وحماية ضد درجات الحرارة القصوى، وانخفاض خسائر التبخر من المياه، وزيادة تنقية المياه وغيرها. ومع ذلك، تتطلب إعادة الغطاء النباتي بكثافة أعلى استخدام المزيد من مغذيات التربة والمياه، والتي يمكن أن تجف التربة وتستنزفها. تساعد الجذور الليفية أو المطفأة على وجه الخصوص على منع تآكل التربة، وعادة ما توجد في أنواع القصب ونباتات السعدية.

## استبدال التربة
قد يتضمن استصلاح الألغام تعديل التربة، أو استبدالها، أو إنشائها، خاصة للمناطق التي تم تعدينها سطحيًا أو التي تعرضت للتآكل الشديد أو انضغاط التربة. في بعض الحالات، يمكن إزالة التربة الأصلية قبل البناء واستبدالها بأخرى طوال مدة العمل. بعد اكتمال البناء، تتم إزالة التعبئة مرة أخرى واستبدالها بالتربة الأصلية المحجوزة لإعادة الغطاء النباتي.

## مجتمعات الجذريات الفطرية
الجذريات الفطرية، ومجتمعات النباتات الفطرية التكافلية، مهمة لنجاح جهود إعادة الغطاء النباتي. تحتاج معظم أنواع النباتات الخشبية لهذه المجتمعات من الفطريات الجذرية لتزدهر، وقد لا تحتوي مشاتل أو على زراعة دفيئة ما يكفي من الفطريات أو تصحيحها من أجل البقاء الجيد. تعتبر هذه المجتمعات مفيدة بشكل خاص للنباتات الخشبية المثبتة للنيتروجين، والأعشاب ذات التمثيل الضوئي رباعي الكربون، وبيئات التربة منخفضة الفوسفور.